# Cantacaderinae
Sous-famille
Synonymes
- Cantacaderidae Stål, 1873[2]
- Catacanderidae (erreur de graphie)[2]

Les Cantacaderinae sont une sous-famille de punaises (insectes du sous-ordre des hétéroptères, ordre des hémiptères), et de la famille des Tingidae.

## Description
Ces punaises ont la tête et les hémélytres aréolées. La tête est projetée en avant au-delà des yeux composés. Elles n'ont pas d'ocelles. Les antennes comptent quatre articles, dont les deux premiers sont courts, ne dépassant par l'apex du clypeus. Le pronotum recouvre parfois le scutellum, comme chez les Tinginae, mais ne se prolonge jamais en triangle vers l'arrière. Ainsi, le clavus (partie interne de la corie, contre le scutellum), est toujours visible. Le pronotum comporte généralement cinq carènes longitudinales, les trois centrales parfois plus développées que les deux latérales. Les hémélytres sont entièrement coriacées (sans membrane). Les sternites 2 et 3 sont fusionnés. Chez les juvéniles, les glandes odoriférantes s'ouvrent sur la bordure antérieure des tergites 4 et 5.

## Répartition et habitat
Les Cantacaderinae sont présents dans toutes les zones biogéographiques, à l'exception de la région néarctique. La majeure partie se rencontre dans les zones australienne et afrotropicale, mais également dans la région indomalaise. Seules deux espèces sont présentes en Europe, toutes deux du genre Cantacader, et une seule en France, Cantacader quadricornis.

## Biologie
On connaît très peu la biologie des Cantacaderinae. Elles sont phytophages, comme les autres Tingidae. Certaines ont été trouvées dans des herbes, des plantes (Fabaceae), ou des débris végétaux, d'autres dans des mousses et/ou des lichens. Les espèces paléarctiques hivernent au stade adulte. Aucune n'est considérée comme problématique pour l'agriculture.

## Systématique
Ce taxon a été créé en 1873 par l'entomologiste Carl Stål. Les développements de la phylogénie ont considérablement modifié la composition de ce groupe, considéré comme polyphylétique dans sa conception classique, notamment celle de Drake & Ruhoff et de Froeschner,. En conséquence, en ont été extraits notamment les Phatnomatini, l'une des tribus reconnues, transférée dans les Tinginae, une option qui reste toutefois encore discutée (par exemple, le site BioLib n'a pas adopté ce transfert).
Barbara Lis (1999) considère même les Cantacaderinae comme une famille à part entière, une conception qui n'est pas majoritairement partagée et demande des analyses ultérieures. Elle les divise en deux sous-familles, les Carldrakeaninae Lis, 1999 et les Cantacaderinae, et cette dernière en deux tribus, les Ceratocaderini Lis, 1999 et les Cantacaderini redéfinis, et, comme mentionné, en extrait les Phatnomatini qu'elle rattache aux Tinginae. Schuh & al en 2006 et Guilbert en 2012 acceptent cette réorganisation tout en rejetant le statut de famille des Cantacaderinae, ramenant ainsi les Carldrakeinae au rang de tribu, les Carldrakeanini, incluse dans les Cantacaderinae (Guilbert 2012), ce qui fait que le groupe comprend ainsi trois tribus distinctes. Celle des Ceratocaderini a été révisée par Melinda Moir en 2022. Les Cantacaderinae semblent bien être le groupe frère des Tinginae,.
On estime que l'ancêtre des Cantacaderinae devait probablement avoir une répartition assez large, à partir duquel deux lignages se sont développés, les Ceratocaderini+Carldrakeanini dans la région australasienne (y compris la Nouvelle-Zélande), et les Cantacaderini dans la région indomalaise puis afrotropicale.
La sous-famille comprend une quinzaine de genres et environ 80 espèces. Plusieurs genres ont leur nom qui se terminent en « -cader », pour montrer leur appartenance à ce groupe. Toutefois, c'est également le cas de genres appartenant aujourd'hui aux Phatnomatini (Tinginae), comme Distocader, Indocader, Microcader, Pampacader, etc., car on a cru longtemps que cette tribu appartenait aux Cantacaderinae.

### Fossiles
Plusieurs fossiles ont été rattachés aux Cantacaderinae, y compris une tribu fossile, les †Golmoniini. Les plus anciens remontent à l'Aptien (entre −125 et −113 millions d'années, Crétacé inférieur). D'après les recherches de Wang & al (2021), †Sinaldocader et †Gyaclavator n'appartiennent pas aux Cantacaderinae,.

### Liste des tribus et des genres
Selon ITIS (3 août 2023), complété à partir de Lis (1999), Guibert (2012) et Moir (2022) et Wang & al :
- tribu Cantacaderini Stål, 1873
  - genre Afghanoderus B. Lis, 2001
  - genre Cantacader Amyot & Serville, 1843
  - genre Pseudophatnoma Blöte, 1945
  - genre Teratocader Drake, 1950
- tribu Carldrakeanini B. Lis, 1999
  - genre Carldrakeana Froeschner, 1968
  - genre Cyperobia Bergroth, 1927
  - genre Stenocader Drake & Hambleton, 1944
- tribu Ceratocaderini B. Lis, 1999
  - genre Allocader Drake, 1950
  - genre Australocader B. Lis, 1997
  - genre Caledoderus Guilbert, 2012
  - genre Ceratocader Drake, 1950
  - genre Coolacader Moir, 2022
  - genre Nectocader Drake, 1928
- incertae sedis
  - genre Carinacader Knudson, 2018
  - genre Taurcader Knudson, 2018
  - genre †Lutetiacader Wappler, 2006
  - genre †Paleocader Froeschner, 1996
- tribu †Golmoniini Popov, 1989
  - genre †Golmonia Popov, 1989